# Copa Roca de 1923
A Copa Roca de 1923 foi um torneio de futebol de caráter amistoso disputado entre a Seleção Brasileira e a Seleção Argentina no dia 9 de dezembro de 1923, em partida única no país sede Argentina. O Brasil foi representado pela Seleção Carioca. Com uma vitória pelo placar de 2 a 0, a Argentina se sagrou, pela primeira vez, campeã da Copa Roca.

## Sede
A única partida da competição foi disputada no Estadio Sportivo Barracas, pertencente ao Club Sportivo Barracas, na cidade argentina de Buenos Aires.
| Buenos Aires | Buenos Aires                       |
| ------------ | ---------------------------------- |
| Buenos Aires | Estadio Sportivo Barracas          |
| Buenos Aires | 34° 32′ 43,15″ S, 58° 26′ 59,05″ O |
| Buenos Aires | Capacidade: 37 000                 |
| Buenos Aires |                                    |

## A Decisão
A Argentina realizou intensa pressão o jogo inteiro. O goleiro brasileiro Nelson foi o melhor do jogo. No segundo tempo, Loizo cruza e Dino coloca contra às próprias redes. 1 a 0. Onzari, em grande velocidade, encontra Tarasconi que faz o segundo. 

## Detalhes
| 9 de dezembro | Argentina                               | 2 – 0     | Brasil | Estadio Sportivo Barracas, Buenos Aires     |
|               | Dino 70' (g.c.) · Domingo Tarasconi 83' | Relatório |        | Público: 15 000 Árbitro: ARG Lorenzo Muzzio |

| G             | Américo Tesoriere (Boca Juniors)           |
| D             | Juan Carlos Iribarren (Argentinos Juniors) |
| D             | Ángel Médici (Boca Juniors)                |
| D             | Ludovico Bidoglio (Boca Juniors)           |
| M             | Roberto Seregni                            |
| M             | Emilio Solari (Nueva Chicago)              |
| M             | Cesáreo Onzari (Huracán)                   |
| M             | Antonio Cerrotti (Boca Juniors)            |
| A             | Ángel Chiesa (Huracán)                     |
| A             | Adán Loizo (Huracán)                       |
| A             | Domingo Tarasconi (Boca Juniors)           |
| Treinador:    |                                            |
| Ángel Vázquez |                                            |

| G              | Nélson (Vasco da Gama)   |
| D              | Pennaforte (Flamengo)    |
| D              | Mica (Botafogo-BA)       |
| D              | Alemão (Botafogo)        |
| M              | Dino (Flamengo)          |
| M              | Nesi (São Cristóvão)     |
| A              | Paschoal (Vasco da Gama) |
| A              | Zezé (Fluminense)        |
| A              | Coelho (Fluminense)      |
| A              | Amaro (Goytacaz)         |
| A              | Nilo (SC Brasil)         |
| Substituições: |                          |
| M              | Soda (Americano)         |
| Treinador:     |                          |
| Chico Netto    |                          |

## Classificação final
| Pos. | Seleção   | Pts | J | V | E | D | GP | GC | SG |
| ---- | --------- | --- | - | - | - | - | -- | -- | -- |
| 1    | Argentina | 2   | 1 | 1 | 0 | 0 | 2  | 0  | +2 |
| 2    | Brasil    | 0   | 1 | 0 | 0 | 1 | 0  | 2  | –2 |

## Premiação
| Copa Roca de 1923            |
| Argentina                    |
| ---------------------------- |
| ARGENTINA Campeã (1º título) |

## Artilheiros
- Domingo Tarasconi : 1 gol
- Dino : contra

## Assistências
- Cesáreo Onzari : 1 assistências